# Iulică Ruican
Iulica Ruican (ur. 29 sierpnia 1971 w Cujmirze) – rumuński wioślarz, dwukrotny medalista olimpijski z Barcelony.
W Barcelonie zwyciężył w czwórce ze sternikiem i był drugi w prestiżowych ósemkach. Brał udział – jako członek ósemki – w IO 96.